# Rafael Mijares Alcérreca
Rafael Mijares Alcérreca (Ciudad de México, 1924-9 de noviembre de 2015) fue un arquitecto y pintor mexicano.

## Biografía
Nació en Ciudad de México, concretamente en la colonia Santa María de La Ribera y fue el tercero de ocho hermanos.
Mijares estudió en la Universidad Nacional Autónoma de México (UNAM), de la que egresó en 1948. Fue alumno de Mario Pani, Enrique del Moral, José Villagrán y Augusto H. Álvarez.
Al recibirse colaboró con Carlos Reygadas, Antonio Pastrana y en los estudios de Enrique Carral, Augusto H. Álvarez y Juan Sordo. Ha diseñado una gran cantidad de edificios notables, entre otros quince mercados en Ciudad de México entre 1955 y 1957, junto con Pedro Ramírez Vázquez, Juan José Díaz Infante Núñez y Javier Echeverría. 
Junto con Pedro Ramírez Vázquez, con quien estuvo asociado más de treinta años, también diseñó el Estadio Azteca en 1962, y el Museo de Arte Moderno en 1964. También con Pedro Ramírez Vázquez y Jorge Campuzano, diseñó el Museo Nacional de Antropología. Participó en el pabellón de México en las exposiciones de la Feria Mundial de Seattle, Washington y Nueva York. En 1970, diseñó el edificio de oficinas de la Secretaría de Relaciones Exteriores. Junto con Javier Francisco Serrano Cacho reconstruyó los edificios de la Universidad Iberoamericana los edificios del campus universitarios, que fueron destruidas por un terremoto en 1979.
Mijares recibió múltiples premios y condecoraciones, entre otros, como la Orden de Leopoldo II de Bélgica.
También visitó los cursos de José Lazcarro en el taller de "Molino de Santo Domingo", y comenzó con la pintura abstracta en 1978.

## Galería

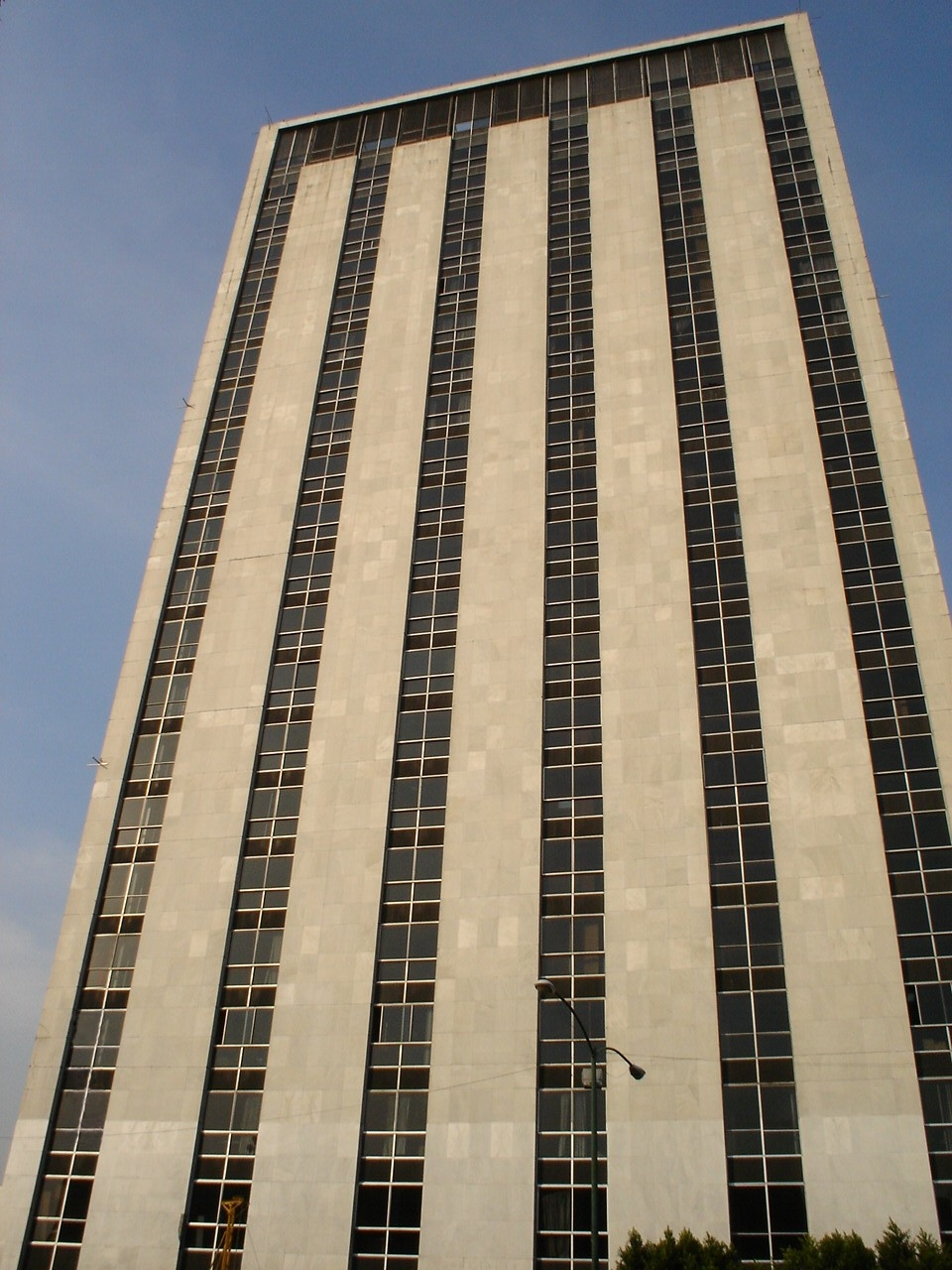
El ex edificio de la cancillería Diseñado por Mijares Alcérreca y Pedro Ramírez Vázquez
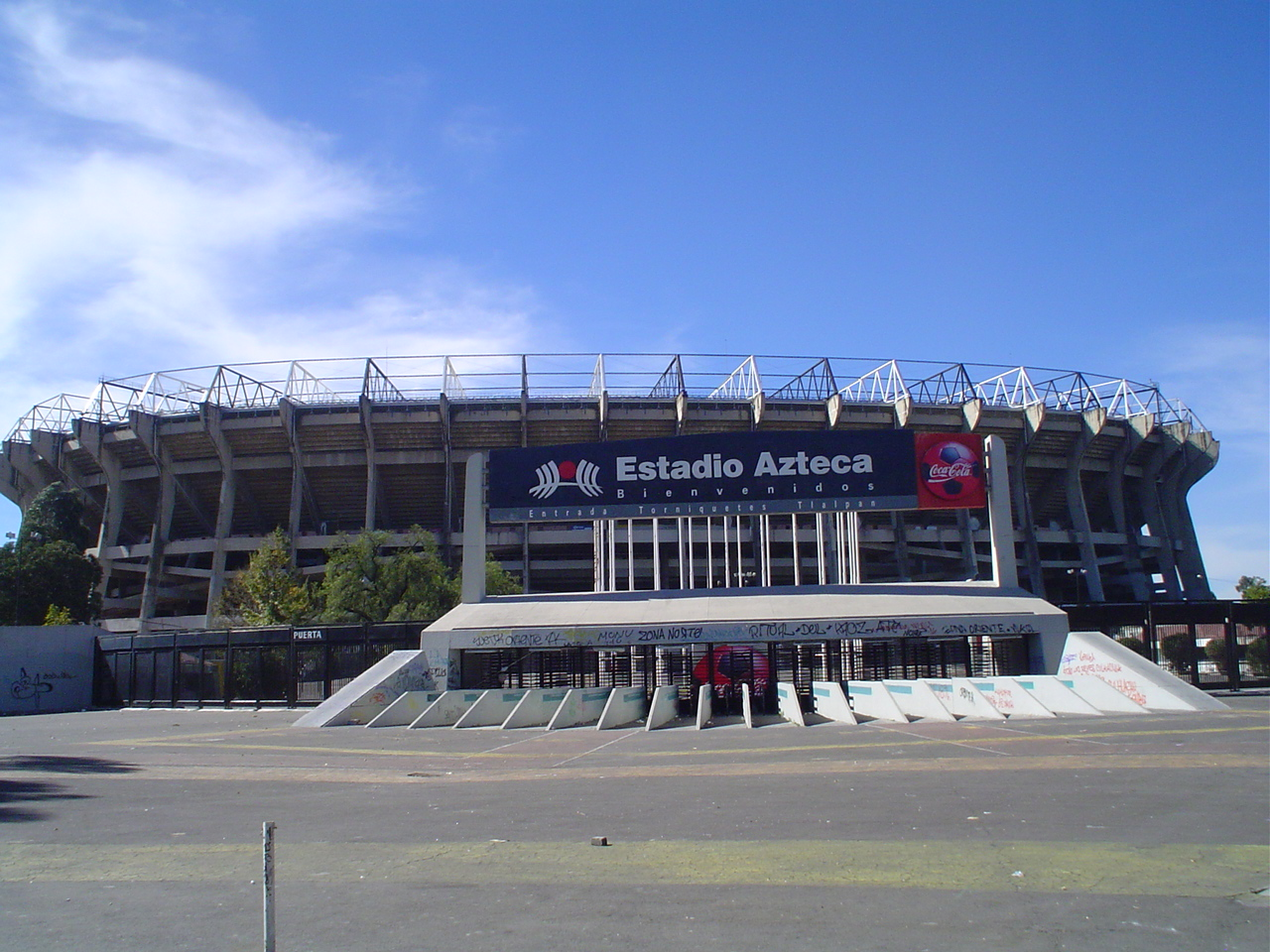
Estadio Azteca, junto con Ramírez Vázquez